# José Miguel Barriga Castro
José Miguel Barriga Castro (Los Andes, Chile, 14 de junio de 1816-Santiago, Chile, 3 de septiembre de 1886) fue un político, agrimensor y abogado chileno.

## Biografía

### Familia
Fue uno de los diez hijos de Juan Agustín Barriga del Canto y Margarita Castro Azócar. Sus hermanos fueron Melchora del Carmen, Juan Eusebio, María del Rosario, Manuel, María Salomé, Matea, Catalina, Tomás y Antonio de Jesús Barriga Castro.
Se casó en Cauquenes el 24 de mayo de 1844 con Trinidad Espinosa Plaza de los Reyes, con quien tuvo diez hijos: Dorila, Elvira del Carmen, Margarita, Miguel Jerónimo, José Miguel Segundo, Juan Agustín, María Luisa de la Concepción, Eduardo, Luis Ignacio y Carlos Barriga Espinosa.

### Estudios
Cursó sus primeros estudios en su ciudad natal y después se trasladó a Santiago, donde estudió en el Instituto Nacional, donde se recibió de abogado el 3 de mayo de 1837, iniciando luego estudios de agrimensura, los que concluyó en 1839.

### Carrera
Se desempeñó primero como profesor del Instituto Nacional, cargo que ocupó hasta 1842, cuando asumió como juez de letras de Cauquenes. Su buen trabajo le hizo escalar posiciones rápidamente. En 1847 es designado Intendente de Maule, desarrollando una amplia labor de progreso social.
Ministro fundador de la Corte de Concepción (1849), Ministro de la Corte de Apelaciones de Santiago (1852). Integró la Comisión revisora del Código Civil que redactara Andrés Bello en 1855. Ese mismo año es nombrado Ministro de la Corte Suprema de Justicia y en 1857 presidente del máximo tribunal de Justicia nacional.
Miembro del Partido Liberal, es elegido Diputado por San Felipe (1855-1858), por Petorca (1858-1861) y por Linares (1861-1864). Integró en estos períodos la Comisión permanente de Constitución, Legislación y Justicia, y además la de Hacienda e Industria. Vicepresidente de la Cámara de Diputados (1858).
Nuevamente presidente de la Corte Suprema de Justicia (1877-1883), se retiró para vivir en su residencia particular hasta su muerte.